# Marc Overmars
Marc Overmars (Emst, 29 maart 1973) is een Nederlands voormalig voetballer en is sinds 2009 werkzaam als sportbestuurder. Hij is sinds maart 2022 sportief directeur bij Royal Antwerp. Van juli 2012 tot februari 2022 was Overmars directeur voetbalzaken bij Ajax. 
Overmars voetbalde bij Go Ahead Eagles, Willem II, Ajax, Arsenal en FC Barcelona. Hij speelde als vleugelspeler en stond bekend om zijn snelheid. Met Ajax beleefde Overmars zijn grootste successen, zoals het veroveren van de UEFA Champions League van 1994/95, de wereldbeker voor clubteams van 1995, de UEFA Super Cup van 1995 en voorts drie landskampioenschappen op rij.

## Carrière als voetballer

### Jeugd
Overmars speelde vanaf zijn zesde tot zijn veertiende jaar voor SV Epe, daarna ging hij naar Go Ahead Eagles.

### Go Ahead Eagles en Willem II
In Deventer zat hij tweeënhalf jaar op een speciale voetbalschool. In het seizoen 1990/91 kwam hij voor de Eagles uit in de eerste divisie. Hij speelde elf wedstrijden, waarin hij eenmaal scoorde. Daarna kocht Willem II hem voor 500.000 gulden: destijds een recordbedrag voor een speler van zijn leeftijd. In het seizoen 1991/92 speelde hij met Willem II in de Eredivisie eenendertig wedstrijden, waarin hij eenmaal scoorde.

### Ajax
Na dit seizoen ging hij naar Ajax. Zijn debuut voor Ajax in de competitie was op 16 augustus 1992, uit tegen Dordrecht '90 (0–3). Zijn eerste doelpunt voor Ajax maakte Overmars in de eerste ronde van de UEFA Cup op 16 september 1992 tegen Casino Salzburg. In zijn eerste seizoen bij Ajax speelde Overmars alle competitiewedstrijden zonder maar een minuut te missen. Hij scoorde drie keer in de competitie en viermaal in de strijd om de KNVB beker, die Ajax dit jaar won en wat Overmars' eerste prijs was. Met zijn enorme snelheid op de linkerflank en zijn talloze assists, was hij een ware plaag voor menig defensie. Hij was de meest constante speler bij Ajax en voor zijn opvallende spel werd
hij beloond met een prijs voor speler van het jaar, de Gouden Schoen.
In Overmars' tweede seizoen bij Ajax (1993/94) bleef hij constant presteren en werd hij met Ajax landskampioen. Overmars speelde alle vierendertig competitiewedstrijden en kwam tot twaalf doelpunten.
Het seizoen 1994/95 was het meest succesvolle jaar uit Overmars' voetballoopbaan. Met Ajax won hij de UEFA Champions League, de UEFA Super Cup, de wereldbeker voor clubteams en werd Ajax ongeslagen Nederlands kampioen. Overmars speelde zevenentwintig competitiewedstrijden, waarin hij acht keer scoorde.
Het seizoen 1995/96 begon nog beter voor Overmars, de ingeslepen automatismen zorgde ervoor dat de rappe buitenspeler een nog beter rendement kon halen. In de eerste vier maanden van de competitie was hij in absolute topvorm en Ajax' beste speler. Hij was de moderne buitenspeler in wording, vaak naar binnen komend om met rechts te kunnen scoren. In vijftien wedstrijden scoorde hij elf keer. Ook in de UEFA Champions League was hij een van de besten bij Ajax: in de thuiswedstrijd tegen Real Madrid (13 september 1995) was hij de matchwinnaar in de met 1–0 gewonnen wedstrijd. Ook in de uitwedstrijd in Madrid blonk hij uit, zoals heel Ajax dat deed. Niets leek Overmars te kunnen weerhouden van een topseizoen. In de wedstrijd tegen De Graafschap, op 20 december 1995, kwam er een einde aan de succesreeks. Na een duw van tegenstander Rob Matthaei viel Overmars op het bevroren veld. De voorste kruisband van zijn linkerknie scheurde geheel af en het seizoen was voor Overmars in een keer afgelopen. Ajax werd dit jaar wel voor de derde keer op rij landskampioen. De UEFA Champions League-finale werd wederom bereikt, maar zonder Overmars en met een Finidi uit vorm was Ajax niet bij machte om Juventus te verslaan.
Pas in het nieuwe voetbalseizoen (1996/97) kon Overmars weer meespelen, al duurde het een tijd voor hij weer echt terug was. Overmars speelde vijfentwintig competitiewedstrijden, waarin hij twee keer scoorde. Zijn laatste doelpunt voor Ajax scoorde hij in zijn laatste wedstrijd voor de Amsterdamse club, in de laatste competitiewedstrijd van het jaar thuis tegen Vitesse (4–0).

### Arsenal
Na vijf jaar Ajax vertrok Overmars naar het buitenland. Het Arsenal van Arsène Wenger kocht hem voor circa 15 miljoen gulden. Overmars' eerste jaar bij Arsenal was bijzonder succesvol. Arsenal won de double: het landkampioenschap en de FA Cup. Overmars maakte het eerste doelpunt in de FA Cup-finale op Wembley. Daarmee werd hij de tweede Nederlander die in de FA Cup-finale een doelpunt maakte. Arnold Mühren ging hem voor: de Volendammer benutte in 1983 tijdens Manchester United-Brighton (4–0) een strafschop. In de competitie scoorde Overmars twaalf keer in tweeëndertig wedstrijden. Hij speelde nog twee seizoenen voor Arsenal. In 2000 verloor hij met Arsenal de UEFA Cup-finale van Galatasaray na strafschoppen. Overmars scoorde in drie seizoenen bij Londenaren veelvuldig.

### FC Barcelona
Na het seizoen 1999/00 vertrok Overmars samen met zijn ploeggenoot Emmanuel Petit naar FC Barcelona. De transfersom van circa 40 miljoen euro (88 miljoen gulden) maakte van Overmars destijds de duurste Nederlandse speler. In Barcelona speelde hij vier seizoenen, waarin geen grote prijzen werden gewonnen. Op 26 juli 2004 moest Overmars noodgedwongen door veel knie- en enkelblessures afscheid nemen van het profvoetbal.

### Go Ahead Eagles
In 2005 trad Overmars toe tot de Raad van Commissarissen van zijn eerste profclub Go Ahead Eagles. Op 10 augustus 2008 keerde Overmars als profvoetballer terug op het voetbalveld, eveneens bij deze club. De trainer van Go Ahead Eagles vond dat Overmars in de afscheidswedstrijd van Jaap Stam een zeer goede indruk had achtergelaten. Op de vraag die Overmars gesteld werd ("wil je weer gaan voetballen?") werd bevestigend ja geknikt.
Uiteindelijk speelde hij voor het laatst in het profvoetbal op 1 mei 2009; hij kreeg tegen TOP Oss ter afscheid een invalbeurt in de negentigste minuut. Maar het werd een afscheid in mineur, want na twee zware tackles moest Overmars direct het veld hinkend verlaten met een zware enkelblessure.
Overmars ging in 2009/10 weer spelen bij SV Epe.

### Afscheid Edwin van der Sar
In de afscheidswedstrijd van Edwin van der Sar (Ajax '95 - Oranje '98) scoorde Overmars het enige doelpunt in de wedstrijd namens Ajax '95.

### Statistieken
| Seizoen         | Club            |                    | Competitie       | Competitie | Competitie | Beker | Beker | Internationaal | Internationaal | Overig | Overig | Totaal | Totaal |
| Seizoen         | Club            | Wed.               | Competitie       | Dlp.       | Wed.       | Dlp.  | Wed.  | Dlp.           | Wed.           | Dlp.   | Wed.   | Dlp.   |        |
| --------------- | --------------- | ------------------ | ---------------- | ---------- | ---------- | ----- | ----- | -------------- | -------------- | ------ | ------ | ------ | ------ |
| 1990/91         | Go Ahead Eagles | Vlag van Nederland | Eerste divisie   | 11         | 1          | ?     | ?     | —              | —              | —      | —      | 11     | 1      |
| Club totaal     | Club totaal     | Club totaal        | Club totaal      | 11         | 1          | 0     | 0     | 0              | 0              | 0      | 0      | 11     | 1      |
| 1991/92         | Willem II       | Vlag van Nederland | Eredivisie       | 31         | 1          | ?     | ?     | —              | —              | —      | —      | 31     | 1      |
| Club totaal     | Club totaal     | Club totaal        | Club totaal      | 31         | 1          | 0     | 0     | 0              | 0              | 0      | 0      | 31     | 1      |
| 1992/93         | Ajax            | Vlag van Nederland | Eredivisie       | 34         | 3          | 5     | 4     | 8              | 1              | —      | —      | 47     | 8      |
| 1993/94         | Ajax            | Vlag van Nederland | Eredivisie       | 34         | 12         | 4     | 0     | 5              | 0              | 1      | 1      | 44     | 13     |
| 1994/95         | Ajax            | Vlag van Nederland | Eredivisie       | 28         | 10         | 3     | 0     | 11             | 1              | 1      | 0      | 43     | 11     |
| 1995/96         | Ajax            | Vlag van Nederland | Eredivisie       | 15         | 8          | 0     | 0     | 7              | 2              | 1      | 0      | 23     | 10     |
| 1996/97         | Ajax            | Vlag van Nederland | Eredivisie       | 25         | 2          | 1     | 0     | 9              | 0              | 0      | 0      | 35     | 2      |
| Club totaal     | Club totaal     | Club totaal        | Club totaal      | 136        | 35         | 13    | 4     | 40             | 4              | 3      | 1      | 192    | 44     |
| 1997/98         | Arsenal         | Vlag van Engeland  | Premier League   | 32         | 12         | 12    | 4     | 2              | 0              | —      | —      | 46     | 16     |
| 1998/99         | Arsenal         | Vlag van Engeland  | Premier League   | 37         | 6          | 7     | 4     | 4              | 1              | 1      | 1      | 49     | 12     |
| 1999/00         | Arsenal         | Vlag van Engeland  | Premier League   | 31         | 7          | 2     | 1     | 14             | 5              | 0      | 0      | 47     | 13     |
| Club totaal     | Club totaal     | Club totaal        | Club totaal      | 100        | 25         | 21    | 9     | 20             | 6              | 1      | 1      | 142    | 41     |
| 2000/01         | FC Barcelona    | Vlag van Spanje    | Primera División | 31         | 8          | 5     | 0     | 10             | 0              | —      | —      | 46     | 8      |
| 2001/02         | FC Barcelona    | Vlag van Spanje    | Primera División | 20         | 0          | 1     | 0     | 11             | 1              | —      | —      | 32     | 1      |
| 2002/03         | FC Barcelona    | Vlag van Spanje    | Primera División | 26         | 6          | 0     | 0     | 6              | 1              | —      | —      | 32     | 7      |
| 2003/04         | FC Barcelona    | Vlag van Spanje    | Primera División | 20         | 1          | 3     | 2     | 7              | 0              | —      | —      | 30     | 3      |
| Club totaal     | Club totaal     | Club totaal        | Club totaal      | 97         | 15         | 9     | 2     | 34             | 2              | 0      | 0      | 140    | 19     |
| 2008/09         | Go Ahead Eagles | Vlag van Nederland | Eerste divisie   | 24         | 0          | 0     | 0     | —              | —              | —      | —      | 24     | 0      |
| Club totaal1    | Club totaal1    | Club totaal1       | Club totaal1     | 35         | 1          | 0     | 0     | 0              | 0              | 0      | 0      | 35     | 1      |
| Carrière totaal | Carrière totaal | Carrière totaal    | Carrière totaal  | 399        | 77         | 43    | 15    | 94             | 12             | 4      | 2      | 540    | 106    |

1 N.B. Dit betreft een clubtotaal, dus een totaal van beide periodes bij Go Ahead Eagles.

## Interlands

### Nederland
Overmars kwam als international uit voor het Nederlands voetbalelftal. Hij debuteerde op 19-jarige leeftijd voor Oranje in de wedstrijd Nederland–Turkije op 24 februari 1993 (3–1). In deze wedstrijd maakte hij tevens al na vier minuten zijn eerste doelpunt voor Oranje. Op het WK 1994 in de Verenigde Staten werd Overmars uitgeroepen tot "Best Young Player". Op 11 oktober 1995 scoorde Overmars driemaal in dertien minuten tijdens de EK-kwalificatiewedstrijd Malta–Nederland. In totaal speelde Overmars zesentachtig interlands, waarin hij zeventien doelpunten maakte.
| Interlands van Marc Overmars voor Nederland | Interlands van Marc Overmars voor Nederland | Interlands van Marc Overmars voor Nederland | Interlands van Marc Overmars voor Nederland | Interlands van Marc Overmars voor Nederland | Interlands van Marc Overmars voor Nederland |
| №                                           | Datum                                       | Wedstrijd                                   | Uitslag                                     | Competitie                                  | Doelpunten                                  |
| Als speler van Ajax                         | Als speler van Ajax                         | Als speler van Ajax                         | Als speler van Ajax                         | Als speler van Ajax                         | Als speler van Ajax                         |
| ------------------------------------------- | ------------------------------------------- | ------------------------------------------- | ------------------------------------------- | ------------------------------------------- | ------------------------------------------- |
| 1                                           | 24 februari 1993                            | Nederland – Turkije                         | 3 – 1                                       | WK-kwalificatie                             | Goal                                        |
| 2                                           | 24 maart 1993                               | Nederland – San Marino                      | 6 – 0                                       | WK-kwalificatie                             | 0                                           |
| 3                                           | 28 april 1993                               | Engeland – Nederland                        | 2 – 2                                       | WK-kwalificatie                             | 0                                           |
| 4                                           | 9 juni 1993                                 | Nederland – Noorwegen                       | 0 – 0                                       | WK-kwalificatie                             | 0                                           |
| 5                                           | 22 september 1993                           | San Marino – Nederland                      | 0 – 7                                       | WK-kwalificatie                             | 0                                           |
| 6                                           | 13 oktober 1993                             | Nederland – Engeland                        | 2 – 0                                       | WK-kwalificatie                             | 0                                           |
| 7                                           | 17 november 1993                            | Polen – Nederland                           | 1 – 3                                       | WK-kwalificatie                             | 0                                           |
| 8                                           | 19 januari 1994                             | Tunesië – Nederland                         | 2 – 2                                       | Vriendschappelijk                           | 0                                           |
| 9                                           | 23 maart 1994                               | Schotland – Nederland                       | 0 – 1                                       | Vriendschappelijk                           | 0                                           |
| 10                                          | 20 april 1994                               | Nederland – Ierland                         | 0 – 1                                       | Vriendschappelijk                           | 0                                           |
| 11                                          | 27 mei 1994                                 | Nederland – Schotland                       | 3 – 1                                       | Vriendschappelijk                           | 0                                           |
| 12                                          | 1 juni 1994                                 | Nederland – Hongarije                       | 7 – 1                                       | Vriendschappelijk                           | 0                                           |
| 13                                          | 12 juni 1994                                | Canada – Nederland                          | 0 – 3                                       | Vriendschappelijk                           | Goal                                        |
| 14                                          | 20 juni 1994                                | Nederland – Saoedi-Arabië                   | 2 – 1                                       | WK-eindronde                                | 0                                           |
| 15                                          | 25 juni 1994                                | België – Nederland                          | 1 – 0                                       | WK-eindronde                                | 0                                           |
| 16                                          | 29 juni 1994                                | Marokko – Nederland                         | 1 – 2                                       | WK-eindronde                                | 0                                           |
| 17                                          | 4 juli 1994                                 | Nederland – Ierland                         | 2 – 0                                       | WK-eindronde                                | 0                                           |
| 18                                          | 9 juli 1994                                 | Brazilië – Nederland                        | 3 – 2                                       | WK-eindronde                                | 0                                           |
| 19                                          | 7 september 1994                            | Luxemburg – Nederland                       | 0 – 4                                       | EK-kwalificatie                             | 0                                           |
| 20                                          | 12 oktober 1994                             | Noorwegen – Nederland                       | 1 – 1                                       | EK-kwalificatie                             | 0                                           |
| 21                                          | 14 december 1994                            | Nederland – Luxemburg                       | 5 – 0                                       | EK-kwalificatie                             | 0                                           |
| 22                                          | 18 januari 1995                             | Nederland – Frankrijk                       | 0 – 1                                       | Vriendschappelijk                           | 0                                           |
| 23                                          | 29 maart 1995                               | Nederland – Malta                           | 4 – 0                                       | EK-kwalificatie                             | 0                                           |
| 24                                          | 26 april 1995                               | Tsjechië – Nederland                        | 3 – 1                                       | EK-kwalificatie                             | 0                                           |
| 25                                          | 7 juni 1995                                 | Wit-Rusland – Nederland                     | 1 – 0                                       | EK-kwalificatie                             | 0                                           |
| 26                                          | 6 september 1995                            | Nederland – Wit-Rusland                     | 1 – 0                                       | EK-kwalificatie                             | 0                                           |
| 27                                          | 11 oktober 1995                             | Malta – Nederland                           | 0 – 4                                       | EK-kwalificatie                             | Goal · Goal · Goal                          |
| 28                                          | 15 november 1995                            | Nederland – Noorwegen                       | 3 – 0                                       | EK-kwalificatie                             | Goal                                        |
| 29                                          | 13 december 1995                            | Nederland – Ierland                         | 2 – 0                                       | EK-kwalificatie                             | 0                                           |
| 30                                          | 9 november 1996                             | Nederland – Wales                           | 7 – 1                                       | WK-kwalificatie                             | 0                                           |
| 31                                          | 14 december 1996                            | België – Nederland                          | 0 – 3                                       | WK-kwalificatie                             | 0                                           |
| 32                                          | 26 februari 1997                            | Frankrijk – Nederland                       | 2 – 1                                       | Vriendschappelijk                           | 0                                           |
| 33                                          | 29 maart 1997                               | Nederland – San Marino                      | 4 – 0                                       | WK-kwalificatie                             | 0                                           |
| 34                                          | 2 april 1997                                | Turkije – Nederland                         | 1 – 0                                       | WK-kwalificatie                             | 0                                           |
| Als speler van Arsenal                      |                                             |                                             |                                             |                                             |                                             |
| 35                                          | 11 oktober 1997                             | Nederland – Turkije                         | 0 – 0                                       | WK-kwalificatie                             | 0                                           |
| 36                                          | 21 februari 1998                            | Verenigde Staten – Nederland                | 0 – 2                                       | Vriendschappelijk                           | 0                                           |
| 37                                          | 24 februari 1998                            | Mexico – Nederland                          | 2 – 3                                       | Vriendschappelijk                           | 0                                           |
| 38                                          | 27 mei 1998                                 | Nederland – Kameroen                        | 0 – 0                                       | Vriendschappelijk                           | 0                                           |
| 39                                          | 1 juni 1998                                 | Nederland – Paraguay                        | 5 – 1                                       | Vriendschappelijk                           | Goal · Goal                                 |
| 40                                          | 5 juni 1998                                 | Nederland – Nigeria                         | 5 – 1                                       | Vriendschappelijk                           | Goal                                        |
| 41                                          | 13 juni 1998                                | België – Nederland                          | 0 – 0                                       | WK-eindronde                                | 0                                           |
| 42                                          | 20 juni 1998                                | Zuid-Korea – Nederland                      | 0 – 5                                       | WK-eindronde                                | Goal                                        |
| 43                                          | 25 juni 1998                                | Mexico – Nederland                          | 2 – 2                                       | WK-eindronde                                | 0                                           |
| 44                                          | 29 juni 1998                                | Nederland – Joegoslavië                     | 2 – 1                                       | WK-eindronde                                | 0                                           |
| 45                                          | 4 juli 1998                                 | Argentinië – Nederland                      | 1 – 2                                       | WK-eindronde                                | 0                                           |
| 46                                          | 11 juli 1998                                | Kroatië – Nederland                         | 2 – 1                                       | WK-eindronde                                | 0                                           |
| 47                                          | 10 oktober 1998                             | Nederland – Peru                            | 2 – 0                                       | Vriendschappelijk                           | 0                                           |
| 48                                          | 13 oktober 1998                             | Nederland – Ghana                           | 0 – 0                                       | Vriendschappelijk                           | 0                                           |
| 49                                          | 18 november 1998                            | Duitsland – Nederland                       | 1 – 1                                       | Vriendschappelijk                           | 0                                           |
| 50                                          | 31 maart 1999                               | Nederland – Argentinië                      | 1 – 1                                       | Vriendschappelijk                           | 0                                           |
| 51                                          | 28 april 1999                               | Nederland – Marokko                         | 1 – 2                                       | Vriendschappelijk                           | 0                                           |
| 52                                          | 13 november 1999                            | Nederland – Tsjechië                        | 1 – 1                                       | Vriendschappelijk                           | 0                                           |
| 53                                          | 29 maart 2000                               | België – Nederland                          | 2 – 2                                       | Vriendschappelijk                           | 0                                           |
| 54                                          | 26 april 2000                               | Nederland – Schotland                       | 0 – 0                                       | Vriendschappelijk                           | 0                                           |
| 55                                          | 27 mei 2000                                 | Nederland – Roemenië                        | 2 – 1                                       | Vriendschappelijk                           | Goal                                        |
| 56                                          | 11 juni 2000                                | Nederland – Tsjechië                        | 1 – 0                                       | EK-eindronde                                | 0                                           |
| 57                                          | 16 juni 2000                                | Nederland – Denemarken                      | 3 – 0                                       | EK-eindronde                                | 0                                           |
| 58                                          | 21 juni 2000                                | Nederland – Frankrijk                       | 3 – 2                                       | EK-eindronde                                | 0                                           |
| 59                                          | 25 juni 2000                                | Nederland – Joegoslavië                     | 6 – 1                                       | EK-eindronde                                | Goal · Goal                                 |
| 60                                          | 29 juni 2000                                | Nederland – Italië                          | 0 – 0                                       | EK-eindronde                                | 0                                           |
| Als speler van FC Barcelona                 |                                             |                                             |                                             |                                             |                                             |
| 61                                          | 7 oktober 2000                              | Cyprus – Nederland                          | 0 – 4                                       | WK-kwalificatie                             | Goal                                        |
| 62                                          | 11 oktober 2000                             | Nederland – Portugal                        | 0 – 2                                       | WK-kwalificatie                             | 0                                           |
| 63                                          | 28 februari 2001                            | Nederland – Turkije                         | 0 – 0                                       | Vriendschappelijk                           | 0                                           |
| 64                                          | 24 maart 2001                               | Andorra – Nederland                         | 0 – 5                                       | WK-kwalificatie                             | 0                                           |
| 65                                          | 28 maart 2001                               | Portugal – Nederland                        | 2 – 2                                       | WK-kwalificatie                             | 0                                           |
| 66                                          | 25 april 2001                               | Nederland – Cyprus                          | 4 – 0                                       | WK-kwalificatie                             | Goal                                        |
| 67                                          | 2 juni 2001                                 | Estland – Nederland                         | 2 – 4                                       | WK-kwalificatie                             | 0                                           |
| 68                                          | 15 augustus 2001                            | Engeland – Nederland                        | 0 – 2                                       | Vriendschappelijk                           | 0                                           |
| 69                                          | 1 september 2001                            | Ierland – Nederland                         | 1 – 0                                       | WK-kwalificatie                             | 0                                           |
| 70                                          | 5 september 2001                            | Nederland – Estland                         | 5 – 0                                       | WK-kwalificatie                             | 0                                           |
| 71                                          | 13 februari 2002                            | Nederland – Engeland                        | 1 – 1                                       | Vriendschappelijk                           | 0                                           |
| 72                                          | 27 maart 2002                               | Nederland – Spanje                          | 1 – 0                                       | Vriendschappelijk                           | 0                                           |
| 73                                          | 30 april 2003                               | Nederland – Portugal                        | 1 – 1                                       | Vriendschappelijk                           | 0                                           |
| 74                                          | 7 juni 2003                                 | Wit-Rusland – Nederland                     | 0 – 2                                       | EK-kwalificatie                             | Goal                                        |
| 75                                          | 20 augustus 2003                            | België – Nederland                          | 1 – 1                                       | Vriendschappelijk                           | 0                                           |
| 76                                          | 6 september 2003                            | Nederland – Oostenrijk                      | 3 – 1                                       | EK-kwalificatie                             | 0                                           |
| 77                                          | 10 september 2003                           | Tsjechië – Nederland                        | 3 – 1                                       | EK-kwalificatie                             | 0                                           |
| 78                                          | 11 oktober 2003                             | Nederland – Moldavië                        | 5 – 0                                       | EK-kwalificatie                             | 0                                           |
| 79                                          | 15 november 2003                            | Schotland – Nederland                       | 1 – 0                                       | EK-kwalificatie                             | 0                                           |
| 80                                          | 19 november 2003                            | Nederland – Schotland                       | 6 – 0                                       | EK-kwalificatie                             | 0                                           |
| 81                                          | 31 maart 2004                               | Nederland – Frankrijk                       | 0 – 0                                       | Vriendschappelijk                           | 0                                           |
| 82                                          | 29 mei 2004                                 | Nederland – België                          | 0 – 1                                       | Vriendschappelijk                           | 0                                           |
| 83                                          | 1 juni 2004                                 | Nederland – Faeröer                         | 3 – 0                                       | Vriendschappelijk                           | Goal                                        |
| 84                                          | 15 juni 2004                                | Duitsland – Nederland                       | 1 – 1                                       | EK-eindronde                                | 0                                           |
| 85                                          | 23 juni 2004                                | Letland – Nederland                         | 0 – 3                                       | EK-eindronde                                | 0                                           |
| 86                                          | 30 juni 2004                                | Portugal – Nederland                        | 2 – 1                                       | EK-eindronde                                | 0                                           |

## Erelijst
Ajax
- Eredivisie: 1993/94, 1994/95, 1995/96
- KNVB beker: 1992/93
- Nederlandse Supercup: 1993
- UEFA Champions League: 1994/95
- UEFA Super Cup: 1995
- Intercontinental Cup: 1995

 Arsenal
- Premier League: 1997/98
- FA Cup: 1997/98
- FA Charity Shield: 1998

Individueel
- Nederlands Talent van het Jaar: 1992
- Nederlands Voetballer van het Jaar: 1992/93
- FIFA WK Beste Jonge Speler: 1994
- Ajax Speler van het Jaar: 1996

## Carrière als bestuurder

### Go Ahead Eagles
In 2005, nadat Overmars stopte bij FC Barcelona, trad hij toe tot de raad van commissarissen van Go Ahead Eagles. Hierna trad hij toe tot het bestuur als hoofd technische zaken. Na het vertrek van Rik van den Boog in 2011 werd Overmars genoemd als nieuwe algemeen directeur van Ajax. Er werden oriënterende gesprekken gevoerd, maar uiteindelijk sloeg Overmars het aanbod af. Op 20 maart 2012 gaf hij te kennen dat hij na dat seizoen stopte met zijn functie als hoofd technische zaken bij Go Ahead Eagles.

### Ajax
Op 6 juli 2012 werd Overmars bij AFC Ajax aangesteld als directeur voetbalzaken. Overmars ging zich onder andere bezighouden met transferzaken, de jeugdopleiding en werd tevens hoofd scouting. Zijn inkomende transfers van onder andere Antony, Dušan Tadić en Nicolás Tagliafico hielpen Ajax mooie resultaten in binnen- en buitenland te halen met de halve finale van de Champions League in 2019 als hoogtepunt. Daarnaast verdiende hij de club honderden miljoenen met de verkoop van spelers zoals Frenkie de Jong, Matthijs de Ligt, Hakim Ziyech en Donny van de Beek. Overmars had bij Ajax een contract tot november 2024. In januari 2022 werd dat verlengd tot en met 30 juni 2026, maar een maand later moest hij opstappen wegens grensoverschrijdend gedrag.

### Royal Antwerp
Op 21 maart 2022 presenteerde Royal Antwerp Overmars als nieuwe sportief directeur. Hij tekende een contract voor vier jaar. Zijn aanstelling, slechts anderhalve maand na zijn ontslag bij Ajax wegens grensoverschrijdend gedrag, ontving kritiek in de Nederlandse en Belgische media. Royal Antwerp won in zijn eerste jaar als technisch directeur de Belgische beker, en het jaar daarop de Belgische landstitel.

### Grensoverschrijdend gedrag
Op 6 februari 2022 stapte Overmars per direct op als directeur voetbalzaken bij AFC Ajax wegens "het over een langere periode versturen van grensoverschrijdende berichten aan meerdere vrouwelijke collega's". Verschillende vrouwelijke medewerkers betichtten hem onder meer van het ongewenst versturen van foto's van zijn geslachtsdeel. Zijn vertrek en de reden waren in Nederland groot nieuws. Zijn jeugdclub SV Epe schrapte zijn naam uit het traditionele lokale paastoernooi dat sinds 2003 het Marc Overmars Paastoernooi heette.
Conform de wetgeving maakte Ajax nog in februari melding bij het Nederlandse Instituut Sportrechtspraak (ISR) van het grensoverschrijdende gedrag van zijn voormalige directeur voetbalzaken. De tuchtcommissie achtte uiteindelijk enkel de klacht bewezen van een meldster die driehonderd pagina's aan overwegend eenzijdig verstuurde seksueel getinte WhatsApp-berichten van Overmars ontvangen had.
Op 16 november 2023 werd Overmars door het ISR voor een jaar geschorst als sportbestuurder, plus even lang voorwaardelijk met een proeftijd van twee jaar. De schorsing werd alleen van kracht binnen de Nederlandse landsgrenzen, waar Overmars op dat moment niet werkte. In januari 2024 nam de internationale voetbalbond FIFA de opgelegde straf over, waardoor Overmars zijn bestuursfunctie van technisch directeur bij de Belgische club Royal Antwerp moest neerleggen. Hij ging nog in beroep bij FIFA, maar verloor die. De veroordeling aanvechten bij het TAS was ook nog een mogelijkheid, maar Overmars besloot niet verder te procederen en zijn straf te aanvaarden.

### Radar
Op 13 september 2021 wijdt het consumentenprogramma Radar aandacht aan cryptocurrency. Xpose wordt in de aflevering besproken als een voorbeeld van een zogenaamd "pump-and-dump" scam, een soort piramidespel waarbij marktwaarde wordt gemanipuleerd door een hype te creëren om zo de prijs omhoog te drijven, om vervolgens zelf uit te stappen. Overmars had de rol van adviseur bij dit project.

## Privé
Overmars trouwde op 30 mei 2013 met Chantal van Woensel, Miss Universe Nederland in 1995. Samen hebben ze twee zoons.